# Hospital rural de Chicuque
El Hospital rural de Chicuque es un centro de salud en Chicuque, ubicado en el municipio de Maxixe, provincia de Inhambane, en el país africano de Mozambique. Tiene una capacidad de doscientas camas, siendo fundado en 1913 por el misionero Charles John Stauffacher de la Iglesia Metodista Unida. Presta servicios a aproximadamente 500.000 residentes locales. El hospital fue nacionalizado en 1975 en el momento de la independencia de Mozambique del domino portugués y se incorporó en el Ministerio de Salud del país. Sin embargo, la Iglesia Metodista fue autorizada de nuevo en 1986 para gestionar el hospital en colaboración con el gobierno.